# Dag Abelin
Dag Mats Rudolf Abelin, född 14 juni 1923 i Stockholm,  död 24 maj 1998 i Salignac i Frankrike, var en svensk arkitekt. 
Abelin, som var son till doktor Mats Abelin och Leila Drysén, utexaminerades från Chalmers tekniska högskola 1954. Han var arkitekt hos professor Hans Brunnberg och arkitekt Carl Grandinson 1953–1958, på länsarkitektkontoret i Härnösand 1958–1961, stadsarkitekt i Gislaveds köping 1961–1963 och i Ronneby stad från 1963. Han var innehavare av Arkitektgruppen AB i Karlshamn från 1963 (tillsammans med Roy och Hanna Victorson). Från slutet av 1960-talet verkade han som stadsarkitekt i Upplands-Bro kommun.